# 한스 임호프
한스 임호프(Hans Imhoff, 1922년 3월 12일 ~ 2007년 12월 21일)는 독일의 기업인이다. 그는 임호프 초콜릿 박물관을 설립하였다.

## 같이 보기
- 임호프 초콜릿 박물관